# Locarn
 Locarn  (en bretón Lokarn) es una población y comuna francesa, situada en la región de Bretaña, departamento de Côtes-d'Armor, en el distrito de Guingamp y cantón de Maël-Carhaix.

## Demografía
| 972 | 860 | 695 | 575 | 525 | 457 |
| Para los censos de 1962 a 1999 la población legal corresponde a la población sin duplicidades (Fuente: INSEE [Consultar]) |     |     |     |     |     |

## Cultura
Durante el mes de junio de 2010 tuvo lugar en Locarn un coloquio internacional sobre el futuro de la política lingüística en Bretaña, incluyendo el análisis de la importancia del idioma bretón en este contexto.